# Team FS 66

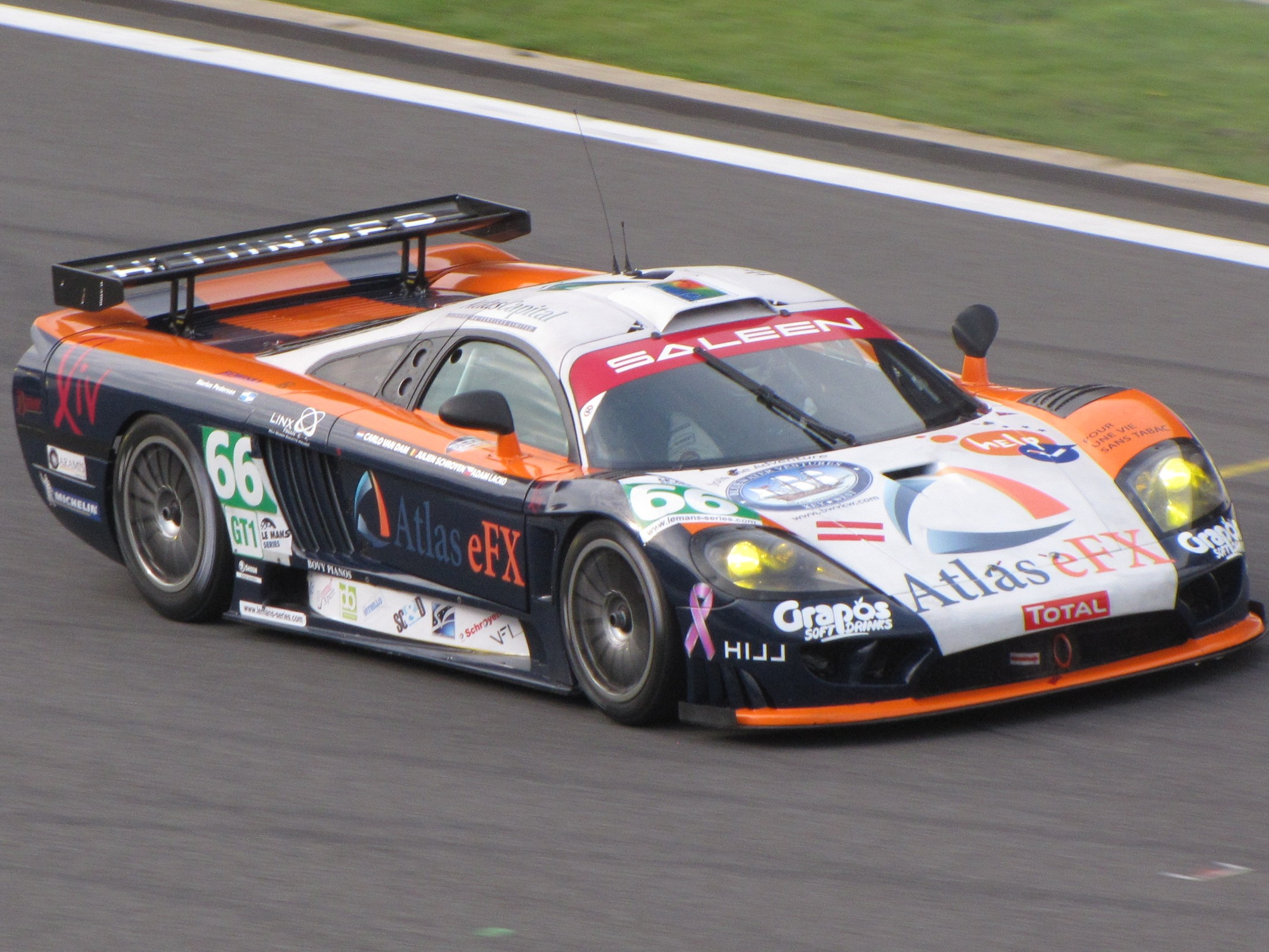
La Saleen S7-R lors des 1 000 kilomètres de Spa 2010.

Atlas FX-Team FS puis Team FS 66 est une écurie automobile monténégrine basée à Brno en République tchèque qui possède une licence Autrichienne.

## Historique
L’équipe est née des cendres du Team américain Full Speed et du Team tchèque Kplusk. Après une première course aux 1 000 kilomètres de Spa durant laquelle elle termine sixième de sa catégorie, l'équipe réalise la pole position en LMGT1 face à son principal rival, Larbre Compétition. Aux 1 000 km du Hungaroring, La saleen S7 R fait une terrible sortie de piste et ne participe pas à la dernière manche des Le Mans Series car la voiture est trop endommagée. 
L'équipe finit deuxième de la catégorie LMGT1 au terme des Le Mans Series.
Dans le but d'être présent sur le continent européen avec la Panoz Abruzzi, Panoz recherche un partenaire engagé en Le Mans Series pour 2011. L'écurie Atlas FX-Team FS est candidate à ce partenariat mais se désistera car le projet était très couteux. Le choix de l'équipe se portera finalement sur la Chevrolet Corvette C6.R pour courir en Intercontinental Le Mans Cup.

## Résultats courses par courses
| Championnat    | Course                  | Pilotes                                          | Voiture     | Classement catégorie | Classement général |
| -------------- | ----------------------- | ------------------------------------------------ | ----------- | -------------------- | ------------------ |
| Le Mans Series | 1 000 kilomètres de Spa | Julien Schroyen-Carlo Van Dam-Adam Lacko         | Saleen S7-R | 6e                   | 33e                |
| Le Mans Series | 1 000 km d’Algarve      | Julien Schroyen-Carlo Van Dam-Norbert Walchhofer | Saleen S7-R | 2e                   | 24e                |
| Le Mans Series | 1 000 km du Hungaroring | Carlo Van Dam-Stéphane Lémeret                   | Saleen S7-R | ABD                  | -                  |